# Gennaker

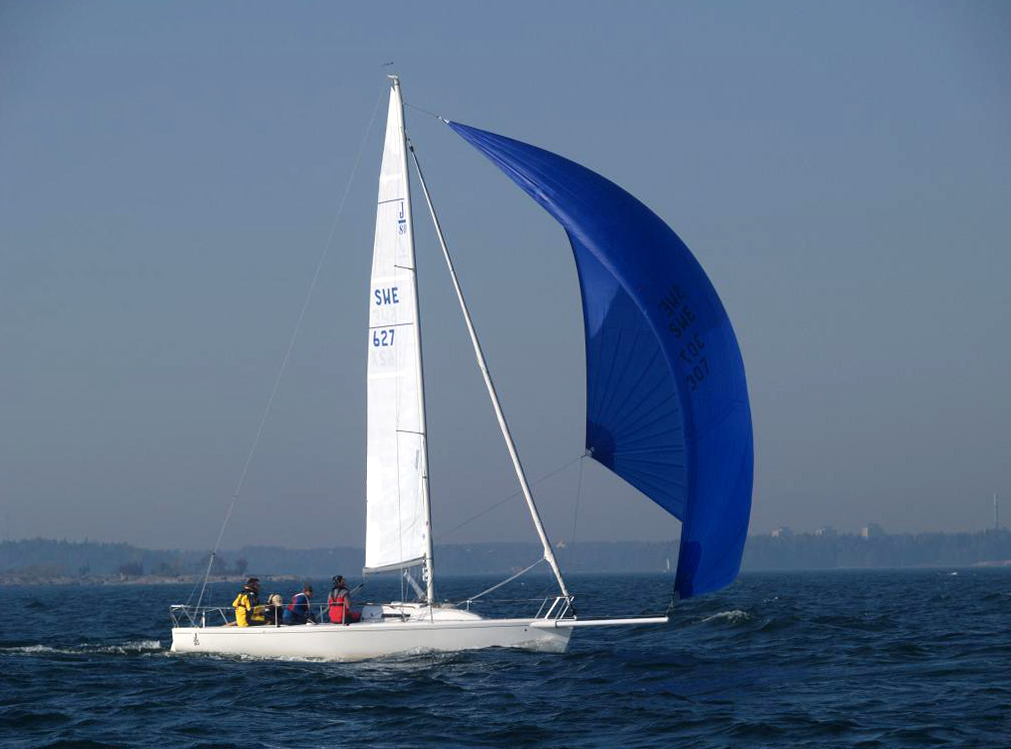
Un gennaker (la voile en bleu).

Sur un voilier, le gennaker est une voile d'avant intermédiaire entre le génois et le spinnaker asymétrique. Son nom vient de la contraction de l'appellation de ces deux voiles.

## Description
Le gennaker est, comme le spinnaker asymétrique, une voile d'avant asymétrique à guindant libre fixée uniquement par son point de drisse et son point d'amure. Autre point commun : la coupe de la voile est triradiale. Mais, contrairement au spi asymétrique, on peut mettre son guindant en tension grâce à un nerf (fabriqué par exemple en kevlar).

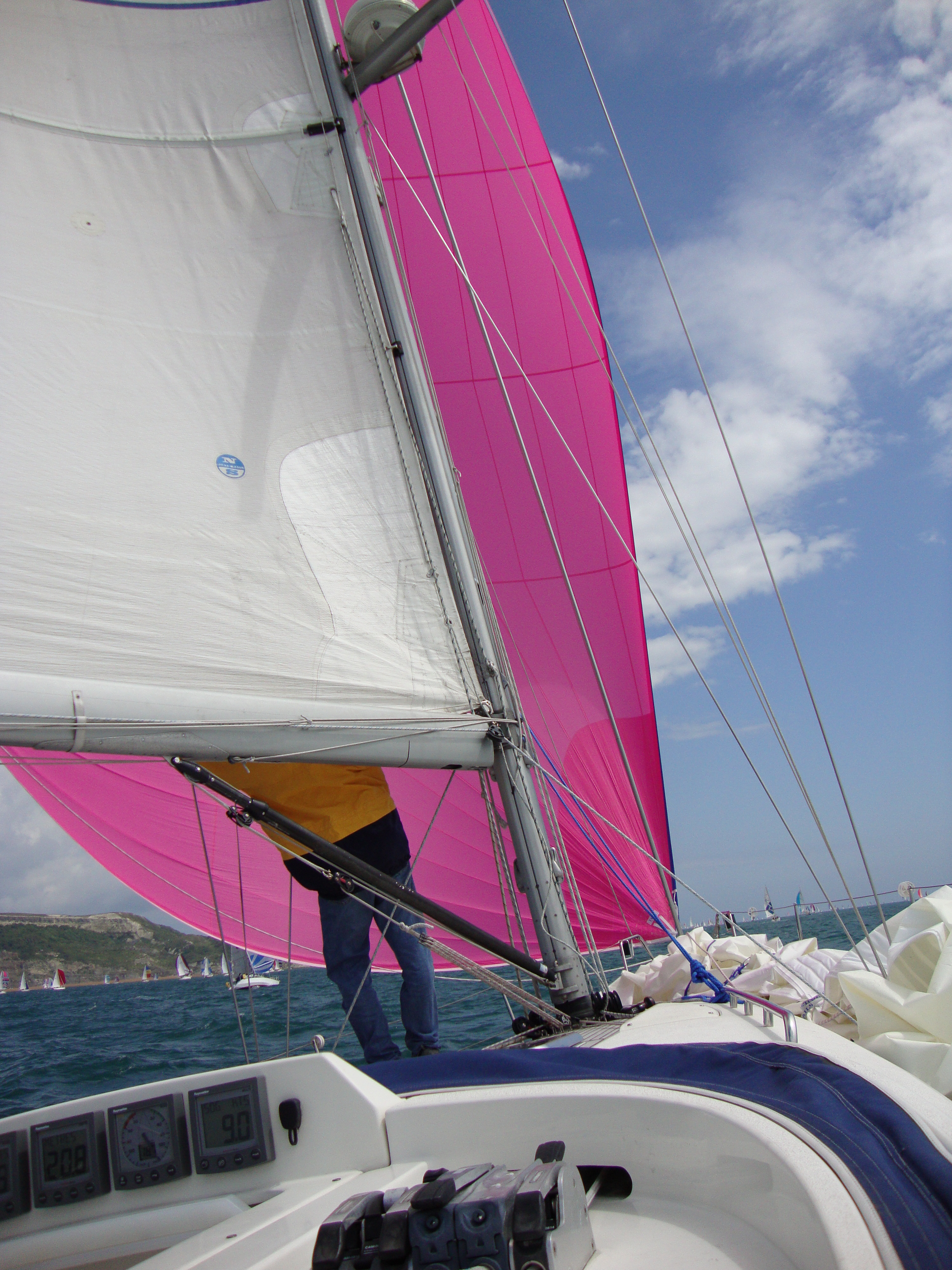
Gennaker (voile rose).

Cette caractéristique combinée avec un creux plus modéré permet d'utiliser cette voile au près par vent modéré (mais pas au près serré). Les caractéristiques du gennaker le rendent particulièrement efficace entre le bon plein et le travers. Passé cette allure, le spi symétrique est plus approprié car plus creux. Comme le spinnaker asymétrique, il ne peut pas être utilisé aux allures proches du vent arrière ou alors avec l'utilisation d'un tangon. Au près par vent soutenu, il doit être remplacé par un foc adapté à la force du vent.
Pour toutes ces raisons, le gennaker doit le plus souvent être affalé dès que le vent forcit, avec un maximum entre 15 à 20 nœuds pour les gennakers de croisière,.

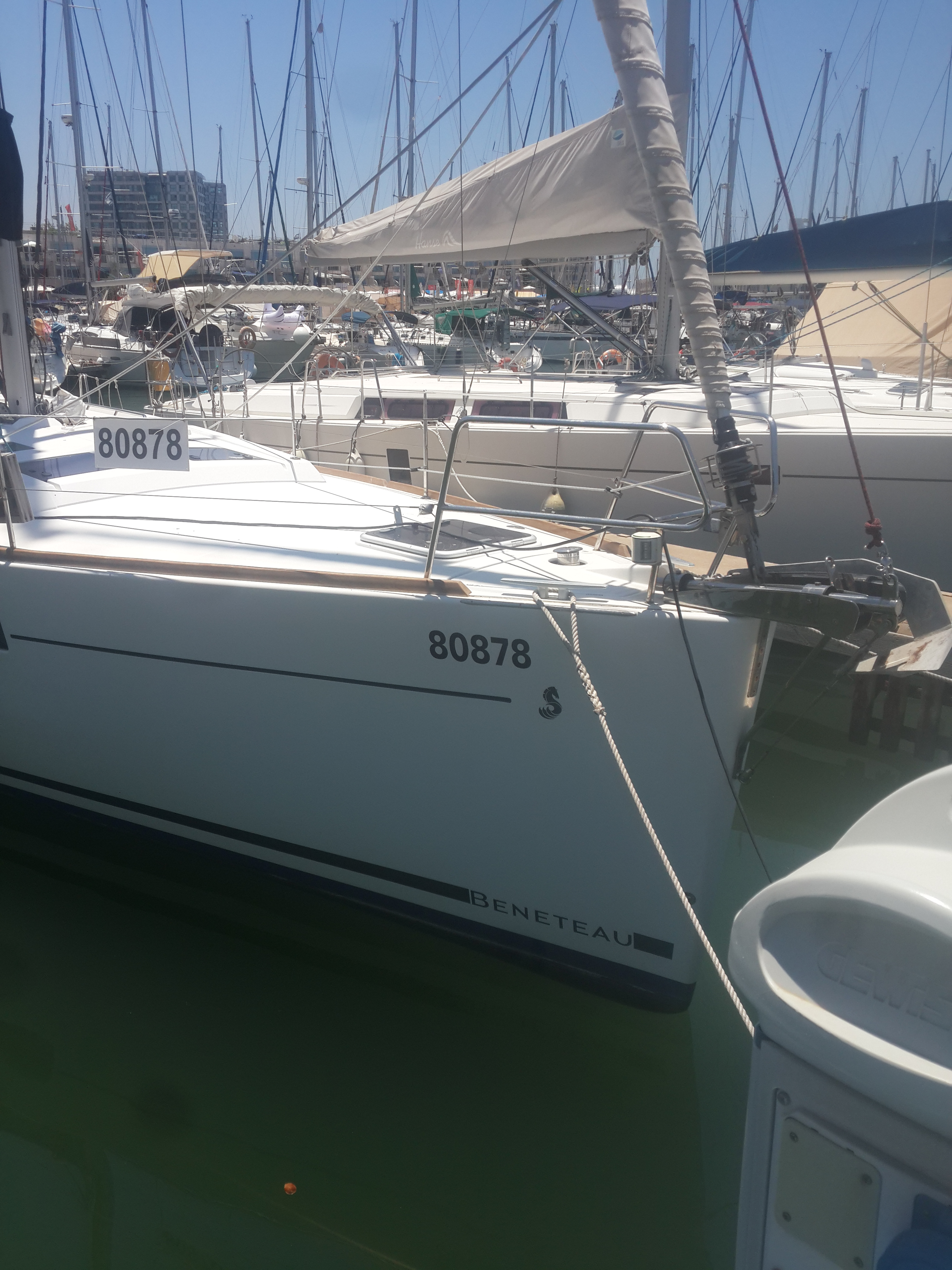
Bout-dehors avec emmagasineur.

Il est généralement d'une taille plus importante que le génois : recouvrement plus important, creux. Le grammage de la voile est intermédiaire entre celui du spinnaker et celui du génois. Le gennaker est souvent installé sur un emmagasineur. Celui-ci- est souvent installé à l’extrémité d’un bout-dehors.
S’il ‘est pas gréé sur un emmagasineur, le Gennaker peut être muni d’une chaussette, ce qui permet de le hisser et l’affaler dans de meilleures conditions,,.